# عشق‌آباد کهنه
عشق‌آباد کهنه، روستایی از توابع بخش مرکزی شهرستان نیشابور در استان خراسان رضوی ایران است.رشته قنات معروف این روستا جزو معدود قنوات بخش مرکزی نیشابور با طول ۵کیلومتر از شمال روستا تا اواسط مزرعه علی آباد بهلول(اراضی موقوفه آستان قدس رضوی ) ادامه دارد که تا سال ۱۴۰۰دارای آبدهی بوده است .این روستا از شمال به روستای دهشیب و از شرق به روستای حصارجلال و حسین آباد و از جنوب به روستای بزرونظرگاه و همچنین غرب به روستای بدیع آباد متصل است 
از سال ۱۴۰۲ مراسمی با عنوان علم خبر در سالروز شهادت امام صادق ششمین امام شیعیان در مسجد روستا برگزار میگردد 

## جمعیت
این روستا در دهستان دربقاضی قرار دارد و براساس سرشماری مرکز آمار ایران در سال ۱۳۸۵، جمعیت آن ۳۴ نفر (۱۳خانوار) بوده‌است.